# Terborg (Oude IJsselstreek)
Terborg ist eine niederländische Kleinstadt in der Gemeinde Oude IJsselstreek (Provinz Gelderland). Sie zählt 4.610 Einwohner.
Terborg befindet sich ungefähr sieben Kilometer südlich von Doetinchem und grenzt direkt an die Dörfer Gaanderen (im Norden), Etten (im Westen) und Silvolde (im Süden). Terborg hat einen Bahnhof an der Bahnstrecke Winterswijk–Zevenaar.
Terborg liegt an der Alten Issel. Südlich des Stadtzentrums befindet sich das Kasteel Wisch. Im Südosten liegt die Naturlandschaft De Paasberg.
Der Schutzpatron der Stadt ist der Heilige Georg.

## Geschichte
1382 errichtete der Bischof von Utrecht, Florenz von Wevelinghoven, die Pfarrei Terborg, ein Indiz für die damalige Bedeutung des Ortes. 1419 erhielt Terborg von den Herren von Wisch die Stadtrechte. Der Name zur Burg leitet sich von der Burg der Herren von Wisch ab, die im 12. Jahrhundert am Ufer der Alten Issel gebaut worden war. Im 14. Jahrhundert wurde die Herrschaft Wisch zwischen zwei Linien geteilt, ihre Wohntürme standen nebeneinander an der Stelle des heutigen Kastells und waren durch einen Wassergraben getrennt. 1528 kam es zu Kämpfen und 1531 wurde die Burg von Maarten van Rossum erobert. Joachim von Wisch floh ins Ausland, danach beruhigte sich die Lage etwas. Nach der Zerstörung 1531 blieb vom "Haus Berghse" nur noch ein Turm übrig. Die Herren von Wisch gehörten zu den vier Familien in der Ritterschaft der alten Grafschaft Zutphen, die sich als Bannerherren bezeichnen durften. 1539 brachte Irmgard von Wisch die Herrschaft in ihre Ehe mit Georg von Limburg-Styrum ein. 1644 waren die beiden Häuser wieder in einer Hand vereint. 1646 heiratete Maria Magdalena von Limburg-Styrum den Grafen Heinrich von Nassau-Siegen; ihr Sohn Wilhelm Moritz wurde 1649 hier geboren. Um 1700 wurde die Herrschaft durch die Grafen von Limburg-Stirum an das Haus Nassau-Siegen verkauft.
Im 19. Jahrhundert war Terborg wegen seiner Eisengießereien bekannt. 1849 wurde die Familie Van Schuylenburch Eigentümer des Schlosses. Im Zweiten Weltkrieg nutzte der deutsche Generalfeldmarschall Walter Model das Schloss während der Schlacht um Arnheim vom 17. bis 22. September 1944 kurzzeitig als Hauptquartier. Zwei Bombenangriffe verursachten 1944 schwere Schäden. Die Familie Vegelin van Claerbergen begann nach dem Krieg mit dem Wiederaufbau. 1957 trat sie das Hauptgebäude mit dem Rundturm und dem Treppenturm an die Geldersche Kasteelen ab, behielt aber den Rest der Anlage und das umliegende Anwesen.

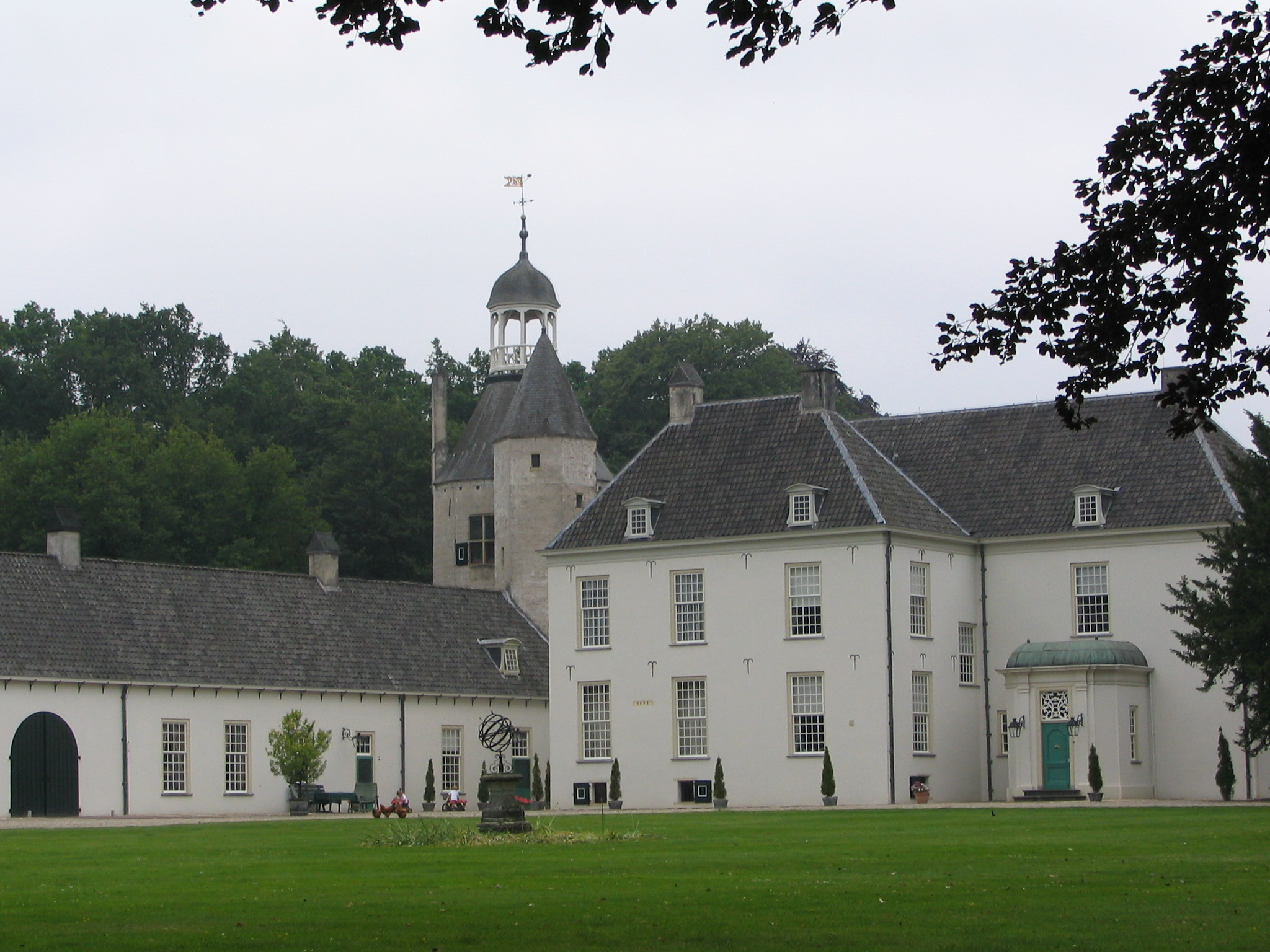
Kasteel Wisch, Terborg
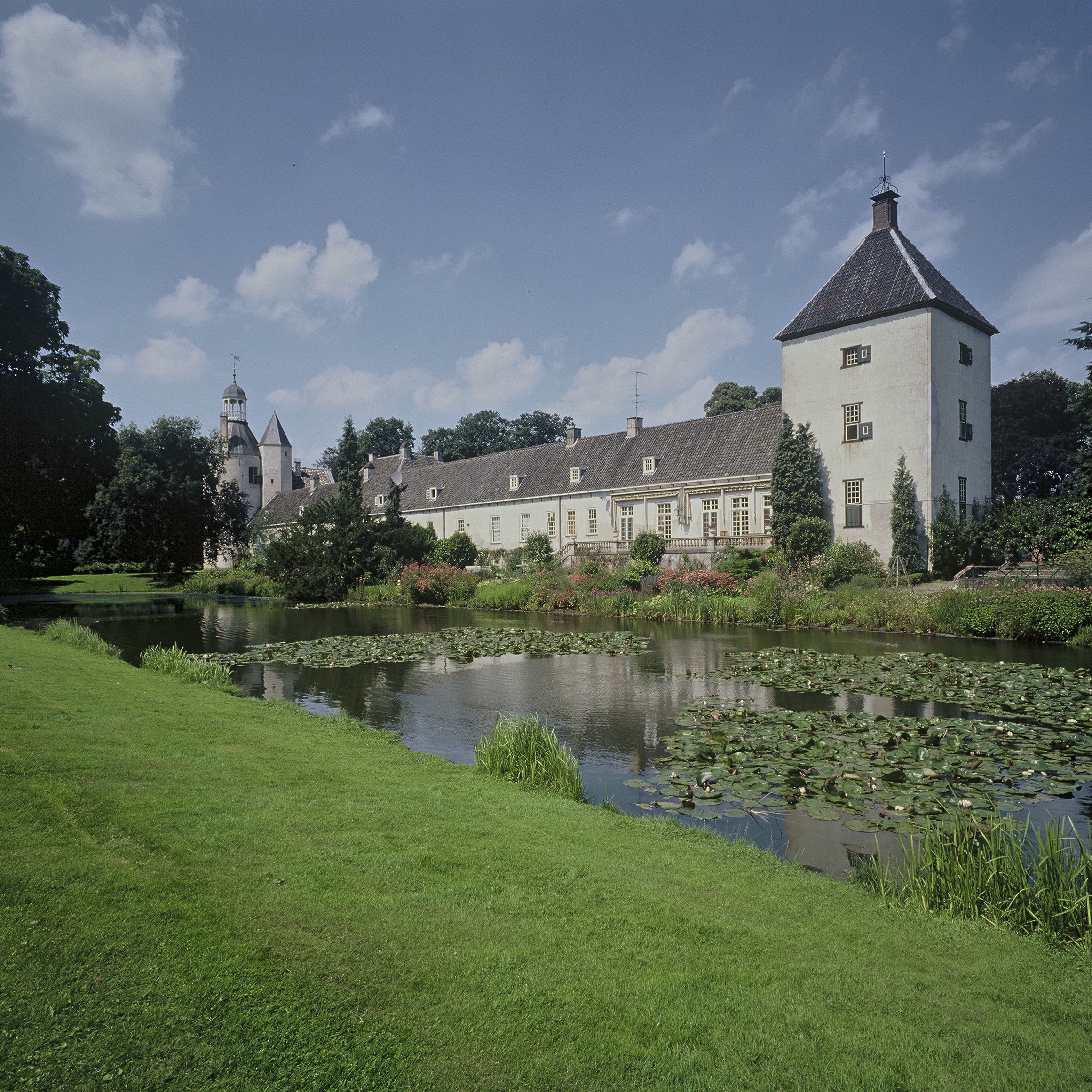
Die beiden Türme des Kastells
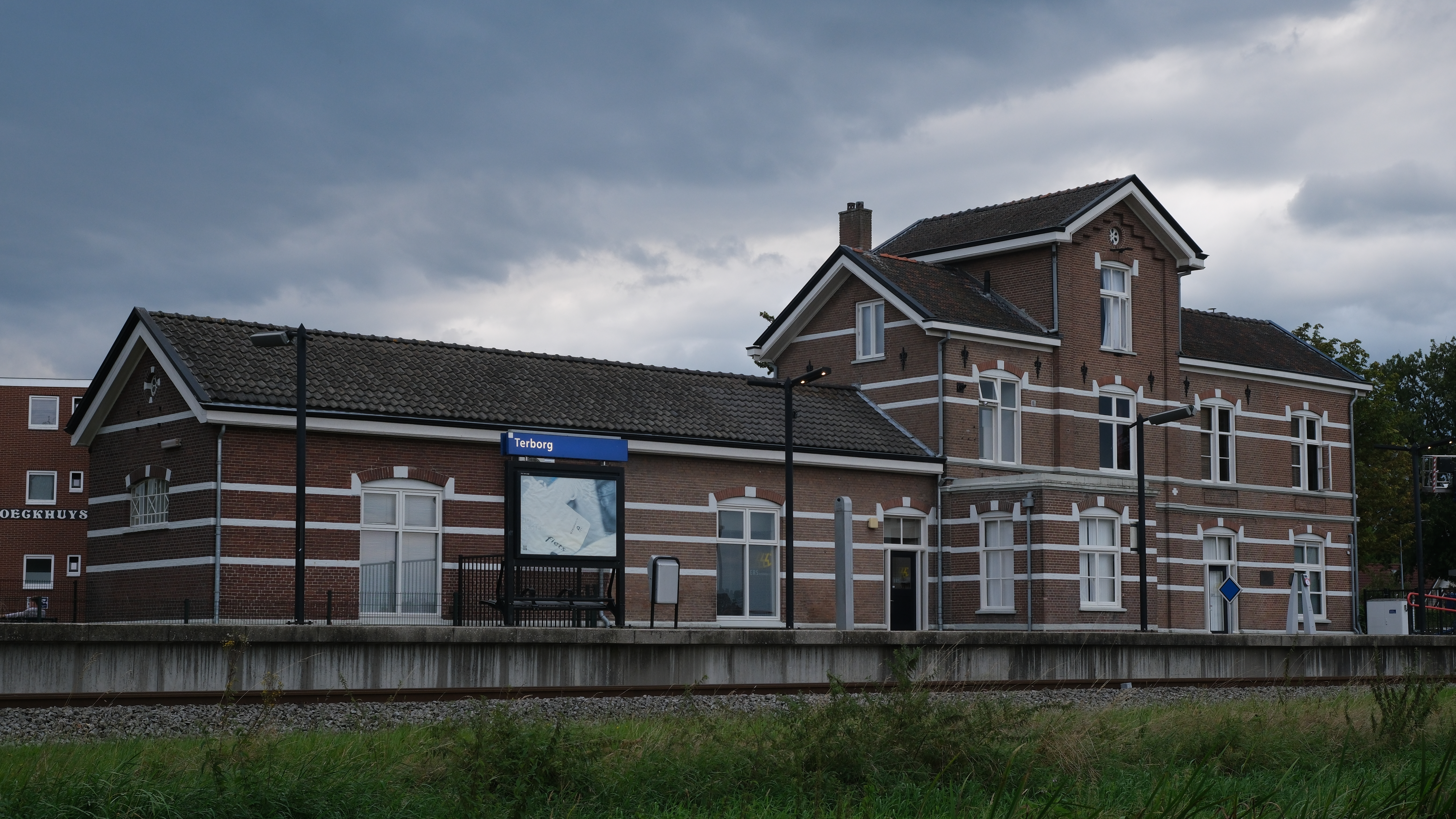
Bahnhof Terborg
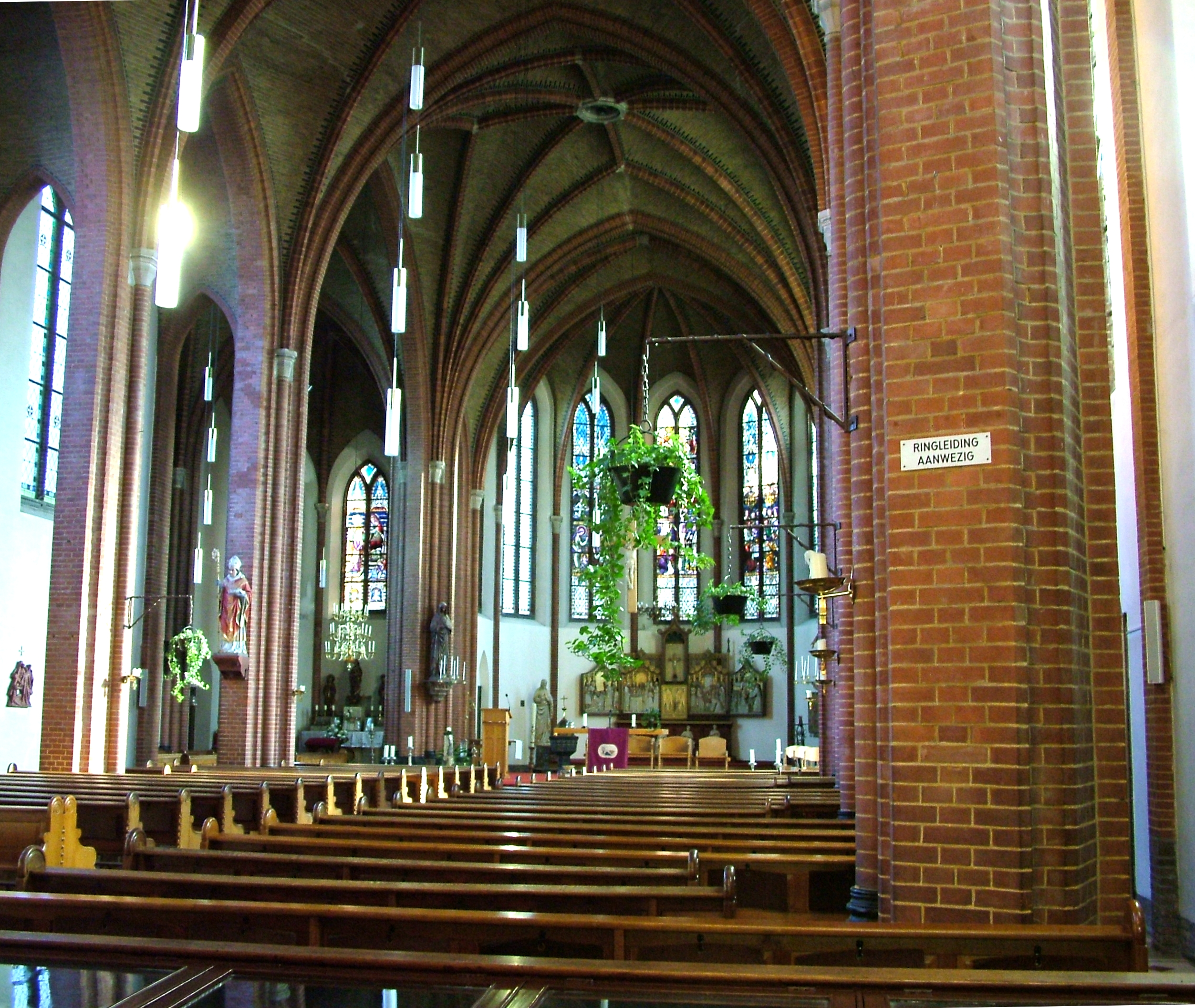
Katholische Kirche St. Georgius
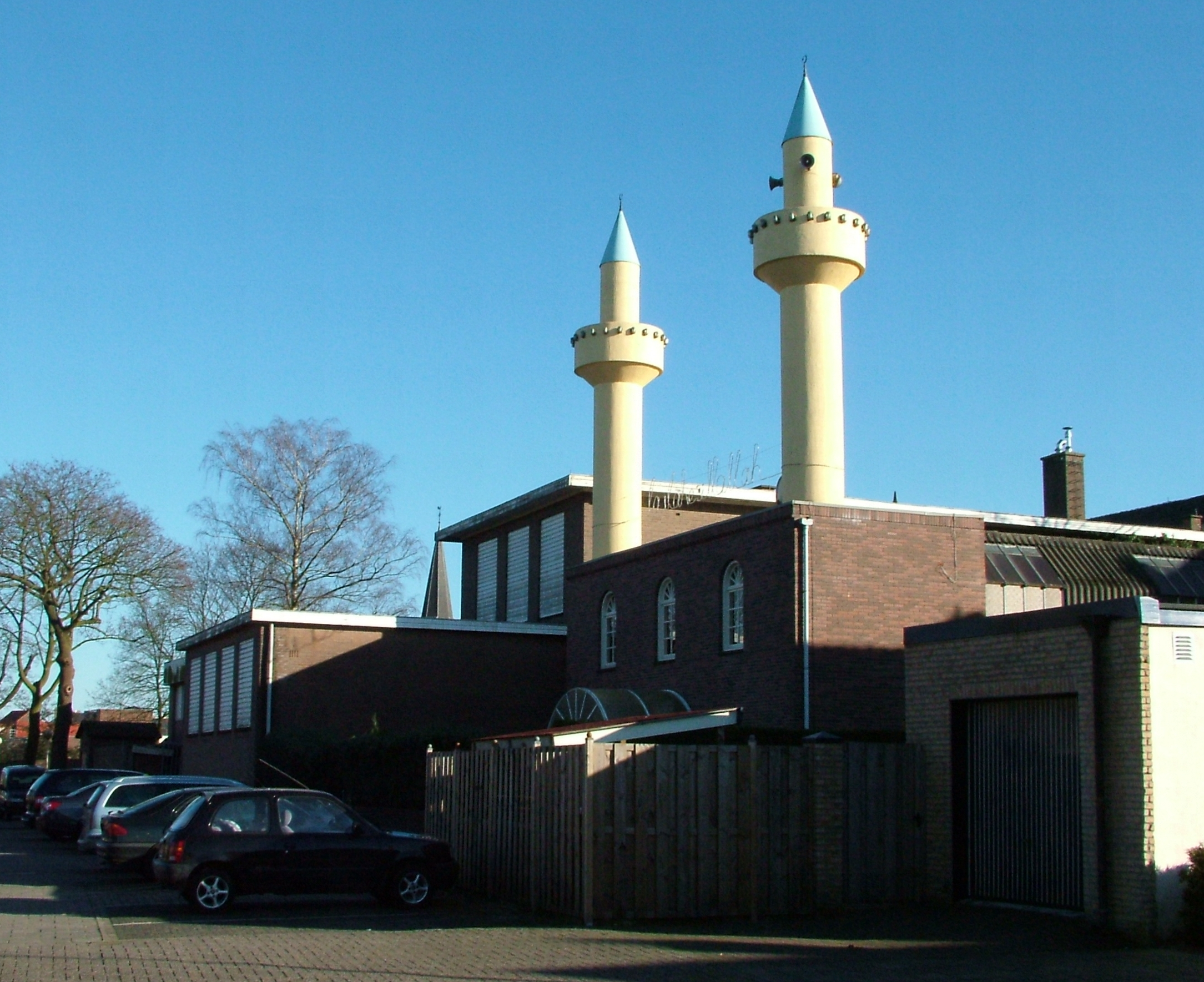
Moschee

## Feiern
Jährlich wiederkehrende Feierlichkeiten und Events sind die Kirmes (am ersten Oktobersonntag), der Himmelfahrtstag, Stadtfeste im August und der Euregio Vocalisten Concours im Oktober.

## Söhne der Stadt
- Wilhelm Moritz (1649–1691), Graf von Nassau-Siegen
- Rudolf Adriaan van Sandick (1855–1933), Bauingenieur
- Bram Schmitz (* 1977), Radrennfahrer
- Bram Som (* 1980), Leichtathlet